# Konsumtionsföreningen Orrefors med omnejd
Konsumtionsföreningen Orrefors med omnejd var en svensk konsumentförening. Den grundades 1907 i Orrefors och fick med tiden verksamhet i Hälleberga, Madesjö och Älghults socknar. Mot slutet hade föreningen Älghult som huvudort och bytte namn till Coop Älghult.

## Historik
Orrefors kooperativa förening inledde sin verksamhet 1907. I ovan nämnda socknar fanns även Kooperativa handelsföreningen Enighet i Alstermo som bildades 1905 och Kooperativa handelsföreningen Framtid i Alsterfors som bildades 1906. Föreningarna Framtid i Alsterfors och Enighet i Alstermo uppgick i Orreforsföreningen 1931.
I början av 1969 hade föreningen nio butiker, belägna i Alstermo, Alstermo bruk, Orrefors, Gullaskruv, Målerås, Alsterfors, Flygsfors, Gadderås och Älghult. Den 8 oktober 1969 invigdes en ny butik i Alstermo (butik nr 5) och i samband med detta lades butiken i Alstermo bruk (butik nr 9) ner.
År 1973 stängdes även butikerna i Gullaskruv, Alsterfors och Gadderås. År 1974 slutade föreningen betala ut återbäring.
I maj 2000 stängdes butiken i Målerås. I oktober 2005 lades även butiken i Orrefors ner, varefter den i Älghult var den enda kvarvarande. Senare ändrades även föreningens namn till Coop Älghult.
Efter några år med bristande lönsamhet meddelade föreningen i december 2023 att man skulle lämna KF. Butiken lades ner den 31 januari 2024. Föreningens medlemmar anslöts därefter till Coop Väst men hänvisades till butiker i Lenhovda och Växjö.